# Nayim
Nayim, właśc. Mohammed Ali Amar (ur. 5 listopada 1966 w Ceucie) – piłkarz hiszpański grający na pozycji środkowego pomocnika.

## Kariera klubowa
Nayim pochodzi z Ceuty, hiszpańskiej enklawy na terytorium Maroka. Treningi rozpoczął w tamtejszym klubie AD Ceuta. W wieku 13 lat przeszedł do FC Barcelona. 26 października 1986 roku zadebiutował w Primera División w wygranym 4:0 domowym meczu z UD Las Palmas. W zespole prowadzonym przez Terry’ego Venablesa nie przebił się jednak do składu i częściej grał w rezerwach Barcelony. W Barcelonie rozegrał łącznie 7 ligowych meczów.
Latem 1988 roku Nayim przeszedł do angielskiego Tottenhamu Hotspur za 400 tysięcy funtów. 21 lutego 1989 roku zaliczył w jego barwach debiut w Division One, w wygranym 2:1 domowym meczu z Norwich City. W swoim pierwszym sezonie w Tottenhamie rozegrał 11 spotkań, w których strzelił 2 gole (w meczach z Southamptonem i West Ham United). W 1990 roku dotarł z Tottenhamem do półfinału Pucharu Ligi Angielskiej – w rozgrywkach tych strzelił 3 gole w 4 meczach. W kolejnym sezonie pięciokrotnie zdobywał bramki w Division One, a wiosną 1991 wystąpił w wygranym 2:1 finale Pucharu Anglii z Nottingham Forest. W sezonie 1991/1992 ustrzelił hat-tricka w 1/4 finału Pucharu Anglii w meczu z Manchesterem City (4:2). Ogółem przez cztery lata gry w Tottenhamie rozegrał 144 mecze, w których zdobył 18 goli.
Latem 1993 roku Nayim został zawodnikiem Realu Saragossa, który zapłacił za niego pół miliona funtów. W 1994 roku wywalczył z Realem Puchar Króla, a w 1995 roku dotarł z tym klubem do finału Pucharu Zdobywców Pucharów. Wystąpił w wygranym 2:1 finale z Arsenalem – w 120. minucie meczu strzałem z linii środkowej pokonał Davida Seamana i przyczynił się do wywalczenia przez Real pierwszego europejskiego trofeum w historii klubu.
W 1997 roku Nayim odszedł z Saragossy i podpisał kontrakt z CD Logroñés, grającym w Segunda División. W drugiej lidze Hiszpanii grał trzy lata i w 2000 roku zdecydował się zakończyć piłkarską karierę.
| Sezon   | Klub              | Kraj      | Rozgrywki        | Mecze | Bramki |
| ------- | ----------------- | --------- | ---------------- | ----- | ------ |
| 1986/87 | FC Barcelona      | Hiszpania | Primera División | 3     | 0      |
| 1987/88 | FC Barcelona      | Hiszpania | Primera División | 4     | 0      |
| 1988/89 | Tottenham Hotspur | Anglia    | Division One     | 11    | 2      |
| 1989/90 | Tottenham Hotspur | Anglia    | Division One     | 19    | 0      |
| 1990/91 | Tottenham Hotspur | Anglia    | Division One     | 33    | 5      |
| 1991/92 | Tottenham Hotspur | Anglia    | Division One     | 31    | 1      |
| 1992/93 | Tottenham Hotspur | Anglia    | Premier League   | 18    | 3      |
| 1992/93 | Real Saragossa    | Hiszpania | Primera División | 4     | 0      |
| 1993/94 | Real Saragossa    | Hiszpania | Primera División | 33    | 2      |
| 1994/95 | Real Saragossa    | Hiszpania | Primera División | 33    | 0      |
| 1995/96 | Real Saragossa    | Hiszpania | Primera División | 32    | 2      |
| 1996/97 | Real Saragossa    | Hiszpania | Primera División | 21    | 1      |
| 1997/98 | CD Logroñés       | Hiszpania | Segunda División | 28    | 1      |
| 1998/99 | CD Logroñés       | Hiszpania | Segunda División | 39    | 4      |
| 1999/00 | CD Logroñés       | Hiszpania | Segunda División | 4     | 0      |

## Kariera reprezentacyjna
Nayim ma za sobą występy w reprezentacji Hiszpanii U-19, U-20 i U-21.